# فرانكو فلوريس
فرانكو فلوريس (بالإسبانية: Franco Flores)‏ (28 مايو 1993 ببيريغامنيو في الأرجنتين - ) هو لاعب كرة قدم أرجنتيني في مركز الدفاع. لعب مع أرجنتينوس جونيورز وClub Atlético Douglas Haig ‏ وClub Atlético Brown ‏.

## وصلات خارجية
- فرانكو فلوريس على موقع قاعدة بيانات كرة القدم.إي يو (الإنجليزية)
- فرانكو فلوريس على موقع Soccerway.com (الإنجليزية)